# Akademischer SC Königsberg
Akademischer SC Königsberg was een Duitse voetbalclub uit de Oost-Pruisische hoofdstad Koningsbergen (Königsberg), dat tegenwoordig het Russische Kaliningrad is.

## Geschiedenis
De club werd op 15 april 1905 opgericht door studenten van de Albertina-universiteit en werd de sportclub van de universiteit. Aanvankelijk was de club actief in atletiek, turnen en zwemmen. Voetbal en hockey werden later aan het programma toegevoegd. De club maakte ook gebruik van de faciliteiten van SC Ostpreußen Königsberg.
In 1910 promoveerde de voetbalafdeling naar de hoogste klasse van de stadscompetitie en werd er derde op vier clubs achter de topclubs VfB Königsberg en SV Prussia-Samland Königsberg. Ook het volgende seizoen eindigde de club derde. In 1912 werd de competitie uitgebreid tot acht clubs en nu werd de club laatste. In het laatste vooroorlogse seizoen werd de competitie in twee groepen verdeeld en eindigde de club samen met SC Ostpreußen tweede achter VfB. Tijdens de Eerste Wereldoorlog lag de competitie enkele jaren stil. Na de oorlog fuseerde de club met SC Ostpreußen en werd zo SpVgg ASCO Königsberg.